# Kampfgeschwader Lützow
Kampfgeschwader Lützow ist ein 1940 entstandener nationalsozialistischer Kriegs- und Propagandafilm, praktisch als Fortsetzung des Filmes D III 88 (1939) und größtenteils mit denselben Mitwirkenden erstellt, jedoch mit Hans Bertram als Regisseur. Der Titel wurde nicht nach dem zu dieser Zeit noch wenig bekannten Jagdflieger Günther Lützow gewählt, sondern nach dem General aus den Befreiungskriegen, Ludwig Adolf Wilhelm von Lützow. Uraufführung war am 28. Februar 1941.
Es handelt sich heute um einen Vorbehaltsfilm der Friedrich-Wilhelm-Murnau-Stiftung. Er gehört damit zum Bestand der Stiftung, ist nicht für den Vertrieb freigegeben und darf nur mit Zustimmung und unter Bedingungen der Stiftung gezeigt werden.
Gedreht wurde der Film vor allem auf dem Flugplatz Bodenhagen (heute polnisch Bagicz) bei Kolberg (Pommern), sowie in Wyszków (Masowien). Soldaten des in Bodenhagen stationierten Geschwaders Hindenburg der Luftwaffe fungierten als Komparsen. Die polnischen Soldaten wurden teilweise von slowakischen Soldaten gespielt.

## Handlung
Die im Ersten Weltkrieg, im Spanischen Bürgerkrieg und durch ihre Erlebnisse in Friedenszeiten zusammengeschweißten Kameraden des Kampfflugzeug-Geschwaders „Lützow“ haben sich nun beim Überfall auf Polen zu bewähren. Sie bombardieren polnische Stellungen und Festungen.
Auf dem Rückflug entdecken sie große Scharen von vertriebenen Volksdeutschen, die von prahlerischen Polen gepeinigt werden. Als die deutschen Maschinen auftauchen, verstecken sich die polnischen Begleitmannschaften zwischen ihren Gefangenen. Trotzdem gelingt es den deutschen Bordschützen in einem gewagten Angriff, die Polen entweder zu töten oder in die Flucht zu schlagen, ohne dass ein einziger Deutscher zu Schaden kommt. Danach folgen Einsätze im Westfeldzug, und am Ende fliegt das Geschwader die ersten Einsätze gegen England.

## Auszeichnungen
Der Film erhielt von der nationalsozialistischen Filmprüfstelle die Prädikate „staatspolitisch und künstlerisch besonders wertvoll“, „volkstümlich wertvoll“ und „jugendwert“ verliehen. In der Nachkriegszeit wurde er als Vorbehaltsfilm eingestuft; somit ist seine Aufführung in Deutschland heute nur eingeschränkt möglich.

## Kritiken
Propagandaminister Joseph Goebbels war von dem Film begeistert. Am 14. Februar 1941 schrieb er darüber in sein Tagebuch: „Eine grandiose Kriegsschau der Luftwaffe. Mit monumentalen Bildern. Einzigartige Milieuzeichnung. Ich bin hingerissen.“ Die zeitgenössische Presse feierte die Verherrlichung des Heldentodes im Film. Über die Figur des Unteroffiziers Paulsen, der bei einem Luftkampf tödlich verletzt wird, noch bevor ihn ein Brief der Grethe erreicht, die ihm darin mitteilt, dass sie ihn nicht liebt, stand im Illustrierten Filmkurier: „aber noch der Sterbende beweist, welcher Geist in der Luftwaffe lebendig ist. Mit letzter Kraft landet er seine Maschine, rettet er seinen Kameraden, dann sinkt er tot zusammen. Aber sein Geist lebt weiter in Hunderten, in Tausenden. Und sein Opfer wird niemals vergessen werden.“

„Es ist der Bericht von einem fröhlichen Krieg mit Luftballetten und vergnüglichen Bombardements. Erschreckend, wie hier der Krieg verharmlost wird! Dabei wird der deutsche Bomben- und Kampfflieger als gerecht und edel dargestellt.“

Wegen seiner nationalsozialistischen Propaganda wurde der Film nach Ende des Zweiten Weltkrieges vom Oberkommando der Alliierten unter Verbot gestellt. Heute liegen die Auswertungsrechte bei der Friedrich-Wilhelm-Murnau-Stiftung, die die Vorführung dieses Vorbehaltsfilms nur im Rahmen spezieller Bildungsveranstaltungen ermöglicht.

## Rezeption
Wie Howard K. Smith, seinerzeit amerikanischer Deutschland-Korrespondent der Agentur United Press ausführt, war das Interesse beim Publikum für diesen Film nicht besonders ausgeprägt. Nach seiner Beobachtung wurde dieser Film in Berlin vor halbleerem Saal aufgeführt, während im Kino nebenan ein mittelmäßiges Lustspiel bei jeder Vorstellung ein brechend volles Haus hatte.